# جدول ميداليات دورة الألعاب الآسيوية 1958

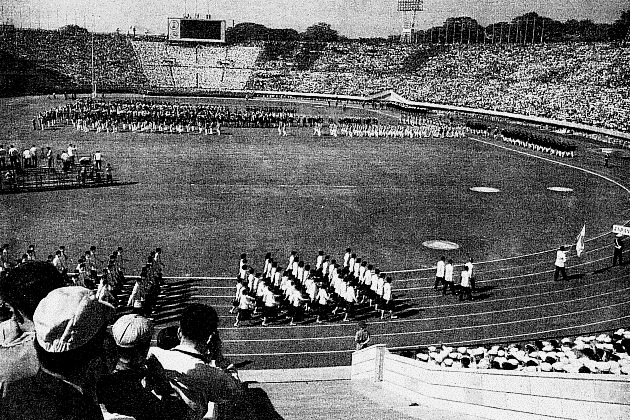
تم تنظيم حفل افتتاح الألعاب في الاستاد الأولمبي الوطني

دورة الألعاب الآسيوية لعام 1958، والمعروفة رسميًا باسم الألعاب الآسيوية الثالثة (باليابانية: 第3回アジア競技大会)، هي حدث متعدد الرياضات أقيم في طوكيو عاصمة اليابان، من 24 مايو إلى 1 يونيو 1958. شارك 1820 رياضيًا يمثلون 20 لجنة أولمبية وطنية آسيوية في 13 رياضة مقسمة إلى 97 حدثًا. تم تقديم تقليد تتابع الشعلة لأول مرة في دورة الألعاب الآسيوية، وتم إشعال مرجل الألعاب من قبل أول حاصل على ميدالية ذهبية أولمبية يابانية وأول بطل أولمبي آسيوي في حدث فردي، ميكيو أودا.
حصل رياضيون من 16 دولة على ميداليات في الألعاب، وفاز الرياضيون من 11 دولة بميدالية ذهبية واحدة على الأقل. حامل الرقم القياسي الوطني الهندي في 200 و400 متر، ميلكا سينغ، وفاز بالميداليات الذهبية في كل من الأحداث وسجل رقما قياسيا جديدا في الألعاب الآسيوية في 400 متر. أما الحائزة على الميدالية الفضية في أولمبياد ملبورن في 400 و1500 تسويوشي ياماناكا، فقد فازت بميداليات ذهبية في هذين الحدثين. فاز فريق السباحة المتنوعة الياباني 4 × 100 متر المكون من كيجي هاسي (سباحة الظهر) وماسارو فوروكاوا (سباحة الصدر) ومانابو كوجا (سباحة حرة) وتاكاشي إيشيموتو (الفراشة) بالميدالية الذهبية بزمن قدره 4: 17.2 وكسر الرقم القياسي العالمي.
تم منح 350 ميدالية (112 ذهبية و112 فضية و126 برونزية). تمكنت جمهورية الصين من تحسين موقعها في جدول الميداليات مقارنة بدورة الألعاب الآسيوية لعام 1954. تصدرت الدولة المضيفة، اليابان، جدول الميداليات للمرة الثالثة على التوالي في تاريخ الألعاب، بعد أن جمعت ما يقرب من 60٪ من إجمالي الميداليات الذهبية. كما حصلت على معظم الميداليات الفضية والبرونزية. فاز المتنافسون من الدولة المضيفة لدورة ألعاب 1954، الفلبين، بـ 48 ميدالية (بما في ذلك ثماني ذهبيات) وساعدوا بلادهم على الحصول على المركز الثاني في إجمالي عدد الميداليات. حسّن الرياضيون الكوريون الجنوبيون إجمالي عدد الميداليات لديهم بثمانية ميداليات منذ عام 1954، ليحصلوا على المركز الثالث في الجدول.

## ترتيب الميداليات

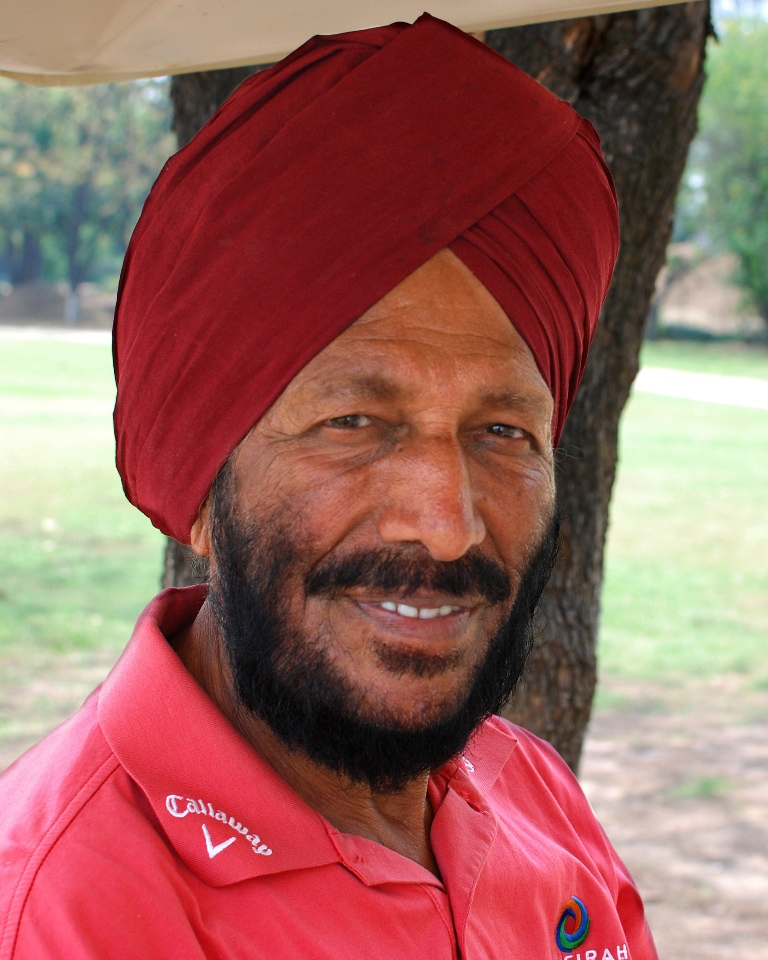
فاز ميلكا سينغ بميداليتين ذهبيتين في ألعاب القوى مع رقم قياسي جديد في الألعاب الآسيوية في 400 متر

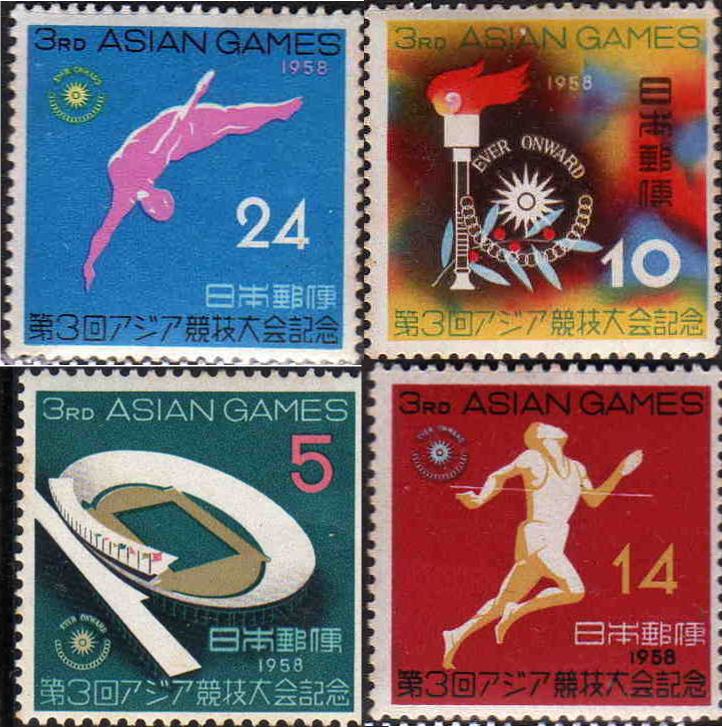
الطوابع الصادرة عن حكومة اليابان خلال الألعاب

الترتيب في هذا الجدول يتوافق مع اتفاقية اللجنة الأولمبية الدولية في جداول الميداليات المنشورة. بشكل افتراضي، يتم ترتيب الجدول حسب عدد الميداليات الذهبية التي فاز بها الرياضيون من دولة ما. يتم أخذ عدد الميداليات الفضية في الاعتبار بعد ذلك، يليها عدد الميداليات البرونزية. إذا كانت الدول لا تزال متعادلة، يتم إعطاء مرتبة متساوية؛ يتم سردها أبجديًا حسب رمز الدولة.
العدد الإجمالي للميداليات البرونزية أكبر من العدد الإجمالي للميداليات الذهبية أو الفضية لأنه تم منح ميداليتين برونزيتين لكل حدث في ثلاث رياضات: الملاكمة وكرة الطاولة والتنس.

### جدول الميداليات
البلد المستضيف
| الترتيب  | منتخب          | ذهبية | فضية | برونزية | المجموع |
| -------- | -------------- | ----- | ---- | ------- | ------- |
| 1        | اليابان        | 67    | 41   | 30      | 138     |
| 2        | الفلبين        | 8     | 19   | 21      | 48      |
| 3        | كوريا الجنوبية | 8     | 7    | 12      | 27      |
| 4        | إيران          | 7     | 14   | 11      | 32      |
| 6        | الصين الشعبية  | 6     | 11   | 17      | 34      |
| 6        | باكستان        | 6     | 11   | 9       | 26      |
| 7        | الهند          | 5     | 4    | 4       | 13      |
| 8        | جنوب فيتنام    | 2     | 0    | 4       | 6       |
| 9        | بورما          | 1     | 2    | 1       | 4       |
| 10       | سنغافورة       | 1     | 1    | 1       | 3       |
| 11       | سيلان          | 1     | 0    | 1       | 2       |
| 12       | تايلاند        | 0     | 1    | 3       | 4       |
| 13       | هونغ كونغ      | 0     | 1    | 1       | 2       |
| 14       | إندونيسيا      | 0     | 0    | 6       | 6       |
| 15       | ماليزيا        | 0     | 0    | 3       | 3       |
| 16       | إسرائيل        | 0     | 0    | 2       | 2       |
| الإجمالي | الإجمالي       | 112   | 112  | 126     | 350     |

## روابط خارجية
- الموقع الرسمي للمجلس الأولمبي الآسيوي نسخة محفوظة 6 سبتمبر 2018 على موقع واي باك مشين.